# Rory Kinnear
Rory Kinnear (Londen, 17 februari 1978) is een Brits acteur.

## Biografie
Kinnear komt uit een gezin met twee zussen, zijn vader Roy Kinnear en zijn moeder Carmel Cryan waren eveneens acteur en actrice. Hij volgde een studie aan het Balliol College in Oxford en studeerde vervolgens acteren aan de London Academy of Music and Dramatic Art. Hij sloot zich aan bij het theatergezelschap de Royal Shakespeare Company en aan het Royal National Theatre, beiden in Londen. Naast zijn theaterwerken begon hij ook met acteren als gastrollen in televisieseries. Met zijn rol als Bill Tanner in de James Bond films Quantum of Solace, Skyfall en Spectre werd hij vooral bij het grote filmpubliek bekend.
Kinnear won in 2012 een British Independent Film Award met de film Broken voor beste mannelijke bijrol, in 2014 een Satellite Award met de televisieserie Penny Dreadful voor beste mannelijke bijrol in een televisieserie of televisiefilm en in 2015 samen met de cast van de film The Imitation Game een Enssemble Cast Award op het Palm Springs International Film Festival. Met zijn theaterwerk ontving hij twee Laurence Olivier Awards.

## Theater
| Jaar | Titel                   | Rol                   | Theater                                                  | Opmerkingen                                         |
| ---- | ----------------------- | --------------------- | -------------------------------------------------------- | --------------------------------------------------- |
| 2002 | The Seagull             | Konstantin            | Royal Theatre (Northampton)                              |                                                     |
| 2002 | The Tempest             | Caliban               | Theatre Royal (Plymouth)                                 |                                                     |
| 2003 | The Taming of the Shrew | Tranio                | Royal Shakespeare Company in de Queen's Theatre (Londen) |                                                     |
| 2003 | The Tamer Tamed         |                       | Royal Shakespeare Company in de Queen's Theatre (Londen) |                                                     |
| 2003 | Cymbeline               | 1st Lord              |                                                          |                                                     |
| 2004 | Festen                  | Michael               | Almeida Theatre / Lyric Theatre                          |                                                     |
| 2004 | Hamlet                  | Laertes               | Old Vic                                                  |                                                     |
| 2005 | Mary Stuart             | Mortimer              | Donmar Warehouse (Londen)                                |                                                     |
| 2006 | Southwark Fair          | Simon                 | Royal National Theatre, Cottesloe                        |                                                     |
| 2007 | The Man of Mode         | Sir Fopling Fluter    | Royal National Theatre, Olivier                          | Laurence Olivier Award voor beste mannelijke bijrol |
| 2007 | Philistines             | Pyotr                 | Royal National Theatre, Lyttelton                        |                                                     |
| 2008 | The Revenger's Tragedy  | Vindice               | Royal National Theatre, Olivier                          |                                                     |
| 2009 | Burn by the Sun         | Mitia                 | Royal National Theatre, Lyttelton                        |                                                     |
| 2010 | Measure for Measure     | Angelo                | Almeida Theatre                                          |                                                     |
| 2010 | Hamlet                  | Hamlet                | Royal National Theatre, Olivier                          |                                                     |
| 2012 | Last of the Haussmans   | Nick                  | Royal National Theatre, Lyttelton                        |                                                     |
| 2013 | Othello                 | Iago                  | Royal National Theatre, Olivier                          | Laurence Olivier Award voor beste acteur            |
| 2015 | The Trial               | K                     | Young Vic                                                |                                                     |
| 2016 | Threepenny Opera        | Macheath              | Royal National Theatre, Olivier                          |                                                     |
| 2017 | Young Marx              | Karl Marx             | Bridge Theatre (Londen)                                  |                                                     |
| 2018 | Macbeth                 | Macbeth van Schotland | Royal National Theatre, Olivier                          |                                                     |

- Bibliothèque nationale de France: cb166859231 (data)
- Gemeinsame Normdatei: 1018148132
- International Standard Name Identifier: 0000 0001 3350 0421
- Library of Congress Control Number: no2012158741
- Nationale Bibliotheek van Israël: 987010188785105171
- Nederlandse Thesaurus van Auteursnamen: 332358372
- Système universitaire de documentation: 139198776
- Virtual International Authority File: 225915956
- WorldCat: E39PBJxGYKJ3pcwVgPY3KQbPQq